# غاري ريتشارد هيربرت
هو سياسي ينتمي إلى الحزب الجمهوري ولدغاري ريتشارد هيربرت في 7 أيار / مايو في أمريكا فورك في ولاية يوتا درس هيربرت في جامعة بريغهام يونغ كان هيربرت نائبا لحاكم ولاية يوتا الأمريكية ما بين الأعوام 2005 إلى عام 2009 تولى غاري ريتشارد هيربرت منصب حاكم ولاية يوتا الأمريكية في آب / أغسطس من سنة 2009.